# 完全解剖 ティラノサウルス〜最強恐竜 進化の謎〜
『完全解剖 ティラノサウルス 〜最強恐竜 進化の謎〜』（かんぜんかいぼう ティラノサウルス さいきょうきょうりゅうしんかのなぞ）は、2016年9月18日にNHK総合『NHKスペシャル』枠で初放送された、ティラノサウルスを題材とする日本のドキュメンタリー番組。登場するティラノサウルスは全身が黒色、前肢が赤色、頸部の背側が青色の羽毛に覆われたデザインとなっている。
史上最強とも言われるティラノサウルスの身体能力・知能・進化史を世界各地の類縁属の化石と科学解析から明らかにする。ディーン・フジオカがナビゲーターを務めた。

## 内容
2015年に長崎県長崎半島の西海岸からティラノサウルス上科の歯化石が発見され、
後期白亜紀カンパニアンにあたる約8100万年前の日本にも比較的大型のティラノサウルスの系統が生息していたことが明らかになった。番組はここを幕開けとし、ティラノサウルスがかつての復元のようにゴジラ型ではなく体を地面と水平にして尾を持ち上げる体勢であったと説明し、2012年に報告された羽毛の確認されているティラノサウルス上科の恐竜ユウティラヌスを紹介する。そしてティラノサウルスの咬合力が最大5万7000ニュートンと推定されること、そして40以上に分かれた頭骨とその隙間が荷重を分散させていたことを説明する。
ティラノサウルス上科の進化史の説明に入ると、当時の中華人民共和国で様々な生態的地位に適応していたティラノサウルス上科の恐竜が紹介される。最初期のティラノサウルス上科はグアンロンのような小型恐竜であったが、植物食恐竜を追ってアジアから北アメリカ大陸へ渡った。新天地では大型獣脚類シアッツが頂点捕食者の地位にいたが、ティラノサウルス上科は角竜と共進化する形で大型化を遂げ、頭骨が横に広がる過程で立体視も獲得したと解説される。やがてシアッツに取って代わって頂点捕食者になったティラノサウルスは6550万年前のK-Pg境界で絶滅。ティラノサウルスの系統は比較的鳥類に近縁であり、現生鳥類が恐竜として現在も生き残っていると主張して番組は幕を下ろす。

## 紹介された主な生物
| ティラノサウルス上科 - ティラノサウルス - ユウティラヌス - ナヌークサウルス - キアンゾウサウルス - グアンロン - グアンロンの子孫 - ダスプレトサウルス | その他の恐竜 - シアッツ - トリケラトプス |

## 出演者
| 研究者 - 徐星 - カール・ベイツ - ビル・セラーズ - スティーヴン・ブルサッテ - リンゼイ・ザノ - ピーター・マコヴィッキー - マーク・ローウェン - ローレンス・ウィットマー - デイヴィッド・ホーン - 宮田和周 | 進行 - ディーン・フジオカ - ナビゲーター - 中條誠子 - ナレーション |

## 展開

### 放送・配信
以下に放送日を列挙する。
- 2016年9月18日 - NHK総合で初放送。
- 2016年9月21日 - 深夜帯に同じくNHK総合で再放送。
- 2018年12月18日 - BS4Kで放送。
- 2019年6月27日 - BS4Kで再放送。
- 2019年8月4日 - NHK総合で再放送。

DVDは2017年1月27日に発売された。Web上ではNHKオンデマンドで配信されている。
また、35分のプラネタリウム版が株式会社D&Dピクチャーズにより製作されている。

### 書籍版
同名のタイトルで書籍版が2016年8月にNHK出版から出版された。執筆は土屋健が担当した。
- 『完全解剖ティラノサウルス 最強恐竜 進化の謎』（2016年8月、ISBN 978-4-14-407221-5）

書籍版を購入すると、書籍版に掲載されたIDとパスコードを使って、番組に登場したティラノサウルスをはじめとするティラノサウルス上科恐竜の3D映像をスマートフォンで体験できるサービスも提供された。なお、投影に必要なホロミラーは手順に従って自作するか、市販のCDケースなどを利用する必要があった。配信期限は2020年7月末までであった。

## 企画展
同年7月8日から10月10日まで福井県立恐竜博物館で開催された特別展「恐竜の大移動 〜ティラノサウルス類と角竜の起源と進化～」はNHK福井放送局が共催に就き、書籍版のWebページでも紹介されている。企画展の関連イベントとしてティラノサウルスを題材にした絵本『おまえ うまそうだな』の著者宮西達也のトークショーとサイン会が開かれた。来館者数は23万7603人を超え、2016年時点における同館の企画展来館者数歴代1位を更新し、1日あたりの来館者数も歴代3位と5位を記録した。
企画展は2017年3月18日から5月28日にかけて名古屋市科学館でも開催された。